# Pépit’arts
Pépit’Arts est un groupe d'art musical composé de jeunes enfants Béninois s'exerçant à la musique et au battement de tambours.

## Histoire
Groupe pepit'Arts a été créé en 2018 par l'association "Leaders Solidaires De Mededjonou" sous la direction artistique et l'administration de Michel Noudogbessi et est encadré par plusieurs percussionnistes musiciens et metteurs en scène dont le percussionniste Isaac Gaeda ,le chorégraphe Albert Hounga,. Cette troupe de percussion s'est frotté sur scène avec de grandes stars de la musique et de la percussion dont Youssou N'Dour et Fally Ipupa qui se sont déplacés pour leur rendre visite dans leur village à Médédjonou à environ 7km de la ville de Porto-Novo.
Ce groupe participe à plusieurs évènements culturels dans plusieurs pays africains et à l'internationale dont la Côte d'Ivoire, le Nigeria, le Togo, la France, l'Allemagne, les Emirats Arabes Unies (exposition universelle Dubaï 2020), mettant en valeur la culture Béninoise.

## Galerie

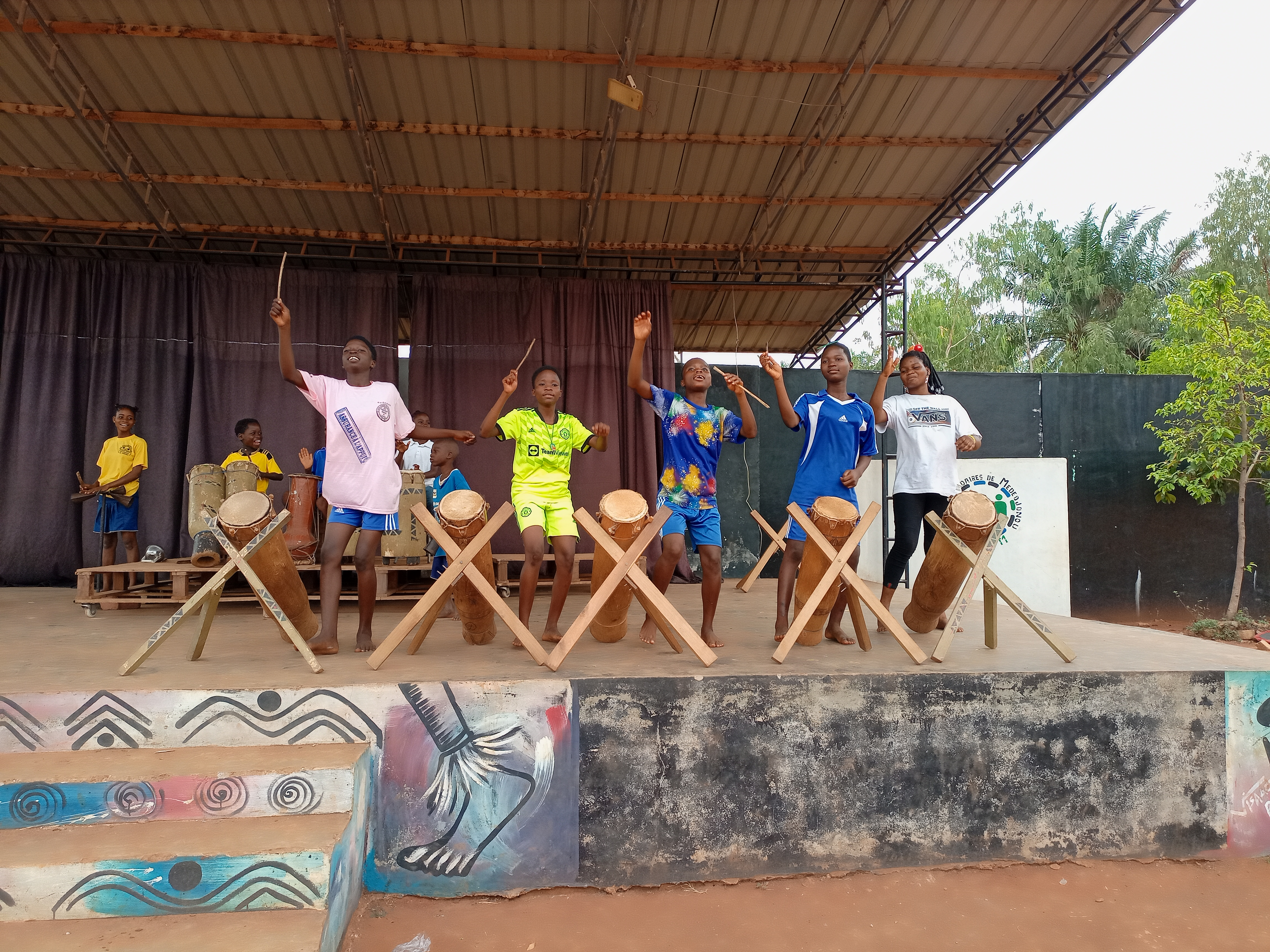
Séance d'entraînement